# Thetis (Schiff, 1846)
Die Thetis war eine Segelfregatte der preußischen Marine, die Preußen am 12. Januar 1855 von der britischen Royal Navy im Tausch gegen die Radavisos Salamander und Nix erworben hatte. Benannt war das Schiff nach der Nereiden Thetis aus der griechischen Mythologie.
Vor ihrer Dienstzeit bei der preußischen Marine hatte die Royal Navy die Thetis überwiegend an der Südostküste Amerikas und dann auf der Pazifikstation eingesetzt. Die Insel Thetis Island vor der kanadischen Westküste ist nach dem Schiff benannt.
Zum Jahreswechsel 1859/1860 brachen die Thetis, die Frauenlob und die Arcona von Rio de Janeiro aus zu einer Asien-Reise nach Japan auf, welches sie im Spätsommer 1860 erreichten. Die Thetis kommandierte auf dieser Reise der spätere Vizeadmiral Jachmann, während das Geschwader der Kommandant der Arcona, Kapitän zur See Henrik Ludvig Sundevall, befehligte. Am 2. September 1860 geriet das preußische Geschwader vor Yokohama in einen Taifun, in dem die Frauenlob mit allen 47 Mann ihrer Besatzung verloren ging. Der Rest des Geschwaders setzte seine Reise fort. Von Japan ging es nach Shanghai in China (1861). Über Südafrika erreichte man nach zwei Jahren wieder Danzig.
Ab 1866 diente die Thetis als Artillerieschulschiff und als Wachschiff vor Kiel.
Am 28. November 1871 wurde die Thetis aus der Liste der Kriegsschiffe gestrichen, danach als Hulk verwendet und 1894 abgewrackt.

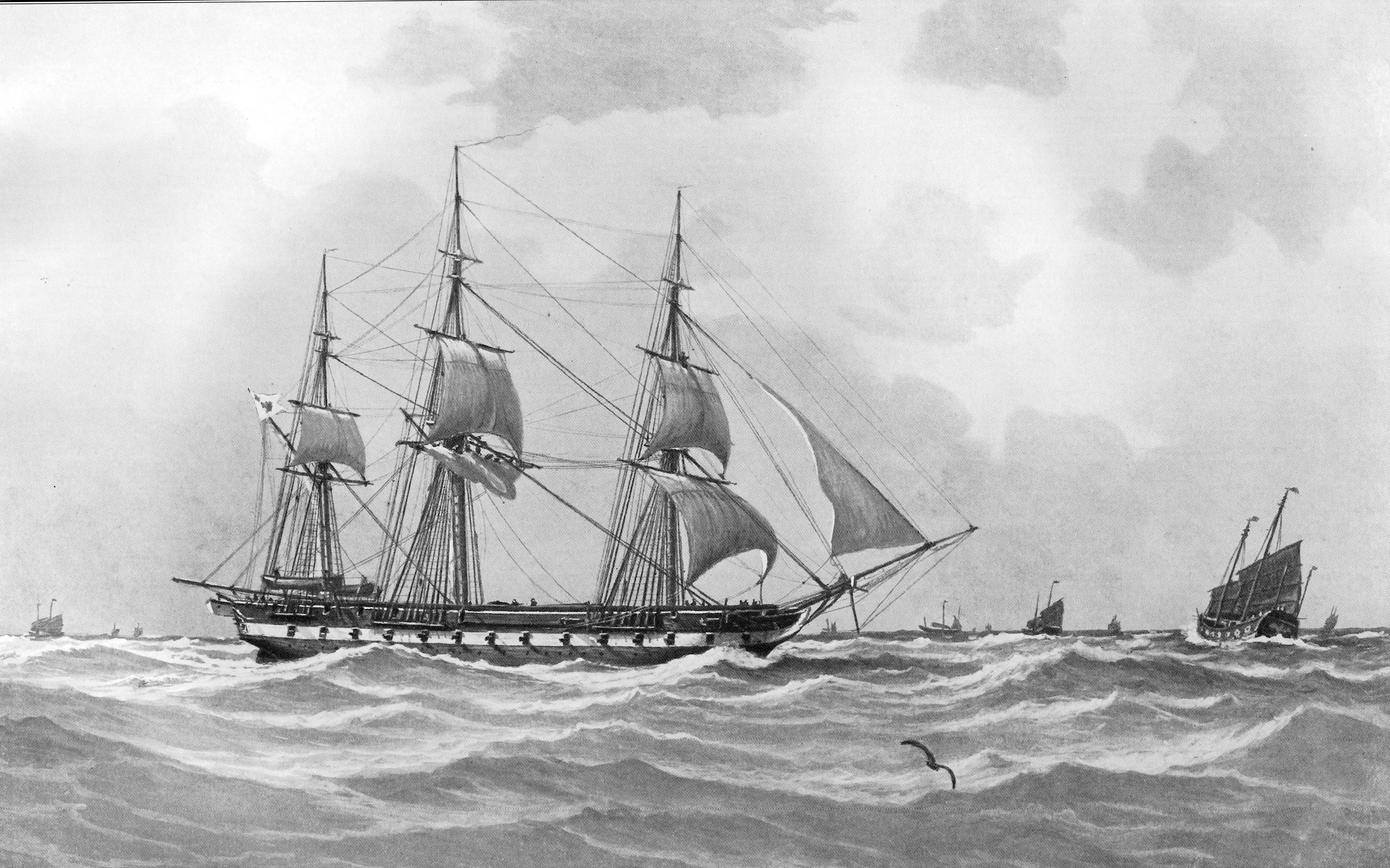
Preußische Fregatte Thetis in ostasiatischen Gewässern um 1861. Gemälde von Lüder Arenhold 1905
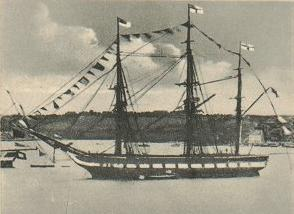
Die Thetis vor Anker